# القلیله
القلیله (به عربی: القليلة) یک منطقهٔ مسکونی در لبنان است که در شهرستان صور واقع شده‌است.